# Praskovia Ouvarova
Pour les articles homonymes, voir Ouvarov.
La comtesse Praskovia Sergueïevna Ouvarova (en russe : Прасковья Сергеевна Уварова), née princesse Chtcherbatova (Щербатова) le 9 avril 1840 à Bobriki (gouvernement de Kharkov) et décédée le 30 juin 1924 à Dobar (Yougoslavie), est une scientifique, historienne et archéologue russe.

## Famille
La princesse est la fille aînée du prince Sergueï Alexandrovitch Chtcherbatov (1804-1872) et de la princesse Praskovia Borissovna Sviatopolk-Tchetvertinskaïa.
En 1859, elle épouse le comte Alexeï Sergueïevitch Ouvarov (1825-1884), fils du comte Sergueï Semionovitch Ouvarov et de son épouse la comtesse Iekaterina Ivanovna Razoumovskaïa (1783-1849). Son époux est historien et archéologue.
Sept enfants naquirent de cette union :
- Alexeï Alexeïevitch Ouvarov (1859-1913), il épousa Anna Ivanovna Stenberg.
- Praskovia Alexeïevna Ouvarova : (1860-1934).
- Sergueï Alexeïevitch Ouvarov : (1862-1888).
- Iekaterina Alexeïevna Ouvarova : (1863-1863)
- Iekaterina Alexeïevna Ouvarova : (1864-1953)
- Fiodor Alexeïevitch Ouvarov (1866-1954), président du conseil du district de Mojaïsk, membre du conseil d'État de l'assemblée des zemstvos de Moscou, il épouse la princesse Iekaterina Vassilievna Goudovitcha (1848-1948), sœur d'Alexandre Borissovitch Goudovitch. Après la Révolution russe, le couple émigre en France.
- Igor Alexeïevitch Ouvarov (1869-1934), maréchal de la noblesse de Belski, il épouse Ielizaveta Nikolaïevna Khomiakova[1].

## Biographie

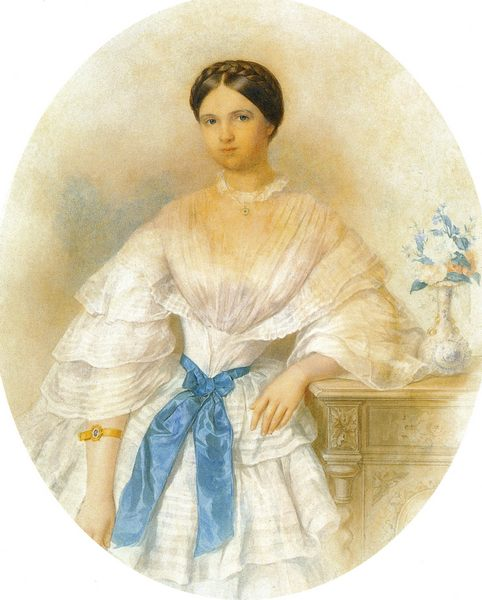
La princesse Praskovia Sergueïevna Chtcherbatova entre 1856 et 1858.

Second enfant du prince Sergueï Alexandrovitch Chtcherbatov, elle est la descendante du célèbre historien russe Mikhaïl Mikhaïlovitch Chtcherbatov.

### Enfance
La jeune Praskovia (Prascovie en français) grandit dans le domaine familial situé dans le comté de Lebedianski (près de Tambov). La famille se composait de neuf enfants. Lorsque l'aîné de ses frères, le prince Boris Sergueïevitch Chtcherbatov (1837-1921) atteignit l'âge de la scolarité, la famille quitta la propriété familiale et s'établit à Moscou.
Ses parents lui donnèrent une bonne éducation, auprès de gouvernantes et de précepteurs à demeure. Sa mère lui donna comme professeurs, des personnes dotées de grandes qualités : Parmi ceux-ci, le philologue et critique littéraire russe Fiodor Ivanovitch Bouslaïev, qui lui enseigna la littérature russe; le professeur de musique fut Nikolaï Grigorievitch Rubinstein, frère du pianiste Anton Grigorievitch Rubinstein; le dessin et la peinture lui furent enseignés par Alexeï Kondratievitch Savrassov. La princesse parlait plusieurs langues, dont le français, langue de l'aristocratie à l'époque
Après avoir atteint ses 18 ans, la princesse Chtcherbatova fit son « entrée dans le monde » et apparut pendant quelques mois dans les bals donnés dans la haute société moscovite. Dans son roman Anna Karénine, Léon Tolstoï s'inspira de la jeune fille pour créer le personnage de Kitty Chtcherbatskaïa. Praskovia Sergueïevna était entourée d'un grand nombre d'admirateurs à ces bals.

### Passionnée d'archéologie

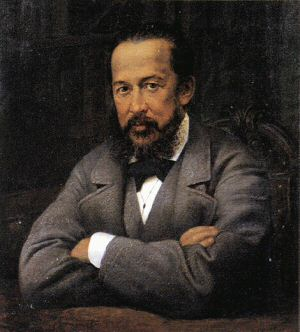
Le comte A. S. Ouvarov, époux de la princesse Praskovia Sergueïevna Chtcherbatova.

En 1859, la jeune princesse Chtcherbatova alors âgée de 18 ans épouse le comte Ouvarov. Ils partent en voyage de noces pour l'Italie, ce qui éveille l'intérêt de la jeune femme pour l'archéologie. Elle visite donc avec son époux, grand amateur d'archéologie, les villes de Rome, Naples, Florence ou Ravenne. Ensemble, ils admirent les trésors architecturaux de l'Italie, visitent les ruines, les musées et les collections privées. C'est au cours de leur voyage de noces, que le couple projeta de collectionner les objets rares et précieux disséminés çà et là en Russie.
De retour en Russie, Praskovia Sergueïevna apporte une aide précieuse à son époux. En 1864, le comte est l'un des fondateurs de la Société archéologique de Moscou. Le dévouement, le travail accompli par la comtesse lors des préparations des congrès archéologiques étaient fort appréciés par le comte. Il lui dédia son ouvrage : L'Âge de pierre et lui témoigna toute sa reconnaissance dans la dédicace : « Vous avez toujours été impliquée dans tous mes voyages et m'avait toujours aidé dans mes recherches ».
Le 29 décembre 1884, le comte Ouvarov décède brutalement. Devenue veuve, Praskovia Segueïevna reprend le travail entrepris par son époux. Elle est élue le 14 janvier 1885 premier membre honoraire de la Société archéologique de Moscou, et en avril de la même année, nommée présidente de cette même Société. En 1895, la comtesse est élue membre honoraire de l'Académie impériale des Sciences, en 1891, des universités, de l'Institut archéologique de Saint-Pétersbourg, en 1902, de l'Institut Lazarev des langues orientales.

### Décès

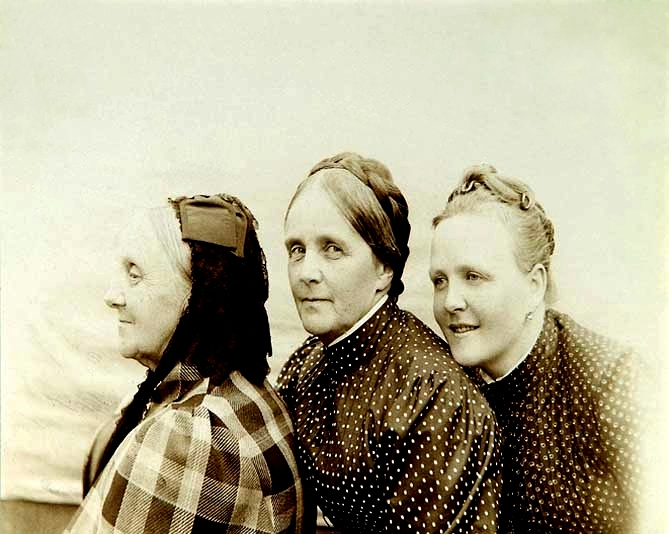
Trois générations: La comtesse Ouvarova (au centre) avec sa mère, la princesse Chtcherbatova (née princesse Sviatopolk-Tchetvertinskaïa) et sa fille, la comtesse Praskovia Alexeïevna Ouvarova.

Après la Révolution d'Octobre 1917, la comtesse Ouvarova émigra en Yougoslavie, où le 30 juin 1924, elle mourut ruinée à Dobar.

## La société archéologique de Moscou

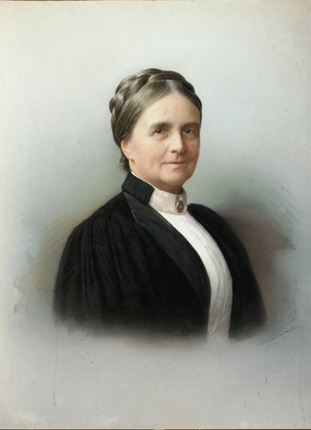
Portrait de la comtesse Ouvarova.

La comtesse Ouvarova se dévoua entièrement aux travaux de la Société archéologique de Moscou fondée par son époux. Elle se consacra à l'étude, à la préservation et la promotion des antiquités nationales. À la fin du XIXe siècle, la Société disposait d'environ 500 personnes. Il s'agissait de sommités de la science russe comme : Vassili Ossipovitch Klioutchevski, l'historien Mikhaïl Petrovitch Pogodine (1800-1875), l'historien Sergueï Mikhaïlovitch Soloviov (1820-1879), de l'archéologue et historien Ivan Iégorovitch Zabéline (1820-1909), de l'archéologue Vassili Alexeïevitch Gorotsov (1860-1945), des architectes et historiens Constantin Mikhaïlovitch Bykovski (1840-1906), Lev Vladimirovitch Dahl (1834-1878), Fiodor Fiodorovitch Gornostaïev, des artistes tels que Apollinari Mikhaïlovitch Vasnetsov (1856-1933), Dimitri Ivanovich Yermakov (1846-1916), Ilia Semionovitch Ostroukhov (1858-1929) et un grand nombre d'autres personnalités. La comtesse mena des fouilles importantes en mettant l'accent sur le Caucase et prit une part importante à l'organisation des congrès archéologiques pour le Musée historique de l'Empereur Alexandre III. Après le décès de son époux survenu en 1864, elle fut élue présidente de la Société archéologique de Moscou. Elle présida la Commission pour la conservation des monuments anciens, qui concernait la préservation de centaines de sites. Des archéologues, historiens, architectes, historiens de l'art se rendirent au milieu de nulle part pour des enquêtes à grande échelle. En 1916, elle fut célébrée pour son jubilé par trente archéologues les plus distingués de la Russie impériale.

## Travaux scientifiques

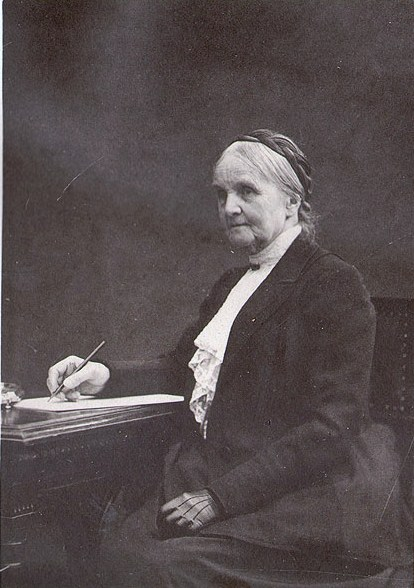
La comtesse Praskovia Sergueïevna Ourova en 1910.

- L'Architecture des provinces du Sud-Ouest (1920).
- La Protection des monuments de l'Antiquité vivante (1914).
- Les musées régionaux (1891).
- La Ville de Breslau et le Musée (1900).
- Le Musée de Trieste (1900).
- Les Cimetières du Caucase du Nord (1902).
- La Collection du Musée du Caucase (1902).
- Catalogue de l'exposition de Notre-Dame : la période antique (1896).
- Les Émaux du Musée Poretski (1909).
- Note historique sur les activités de la Société impériale archéologique de Moscou pour ses vingt-cinq premières années d'existence (1890).
- Vue d'ensemble des douze premiers congrès (1905).
- Caucase. Notes de voyage (1904).